# Marcela Moldovan-Zsak
Marcela Moldovan-Zsak (* 3. Juni 1956 in Satu Mare) ist eine ehemalige rumänische Florettfechterin.

## Erfolge
Marcela Moldovan-Zsak nahm an drei Olympischen Spielen teil. 1976 in Montreal belegte sie mit der Mannschaft den siebten Platz. Bei den Olympischen Spielen 1980 in Moskau erreichte sie im Einzel Rang 21 sowie mit der Mannschaft Rang neun. 1984 in Los Angeles erreichte sie in der Mannschaftskonkurrenz ungeschlagen das Finale um die Goldmedaille, in dem sich die rumänische Equipe gegen Deutschland mit 5:9 geschlagen geben musste. Gemeinsam mit Elisabeta Guzganu, Aurora Dan, Rozalia Oros und Monika Weber erhielt sie daher die Silbermedaille. Die Einzelkonkurrenz schloss sie auf Rang 18 ab. Bei Weltmeisterschaften gewann sie 1977 in Buenos Aires und 1978 in Hamburg jeweils Bronze mit der Mannschaft.